# Ailuropoda melanoleuca qinlingensis
Ailuropoda melanoleuca qinlingensis is een ondersoort van de reuzenpanda (Ailuropoda melanoleuca) die in 2005 beschreven is. Hij verschilt van de nominale ondersoort, Ailuropoda melanoleuca melanoleuca, in de volgende kenmerken:
- Hij heeft een kleinere schedel
- Hij heeft grotere kiezen
- Hij heeft een donkerbruine borst en een bruine buik

Hij komt alleen voor in het Qinlinggebergte in de Chinese provincie Shaanxi. Waarschijnlijk is hij zo'n 10000 jaar geleden afgesplitst van de andere reuzenpanda's. De beschrijvers vinden dat er een apart fokcentrum moet komen voor deze ondersoort, omdat kruisingen met de andere soort mogelijk deels onvruchtbaar zijn en om de genen zuiver te houden.